# ベス・リトルフォード
ベス・リトルフォード（Beth Littleford、1968年7月17日 - ）は、アメリカ合衆国の女優､コメディアン。

## 出演作品
- スターにアイラブユー

- ブログ犬 スタン（エレン）
- メル＆ジョー　好きなのはあなたでしょ? シーズン2
- デスパレートな妻たち8
- ラブ・アゲイン（クレア・ライリー）
- デスパレートな妻たち7
- ＣＳＩ：マイアミ9
- ＣＳＩ：１０　科学捜査班
- ベン１０：時との戦い（サンドラ・テニスン）
- WITHOUT A TRACE／FBI 失踪者を追え! シーズン5
- 恋するマンハッタン シーズン1
- ボストン・パブリック シーズン2
- スピン・シティ シーズン4（ディアドレ）
- スピン・シティ シーズン3（ディアドレ）